# ソスラン・ティギエフ
ソスラン・ティギエフ（Soslan Tigiev、1983年10月12日 - ）は、ウズベキスタンのレスリング選手。2008年北京オリンピックレスリングフリースタイル74kg級で銀メダルを獲得した。2012年ロンドンオリンピックでも銅メダルを獲得したが、禁止薬物のメチルヘキサンアミンに陽性となりメダルを剥奪された。その後、2008年に獲得した銀メダルも再検査によりドーピング違反が発覚して剥奪された。

## 実績
- オリンピック
  - 2008年北京オリンピック 銀メダル
- 世界選手権
  - 3位 2006年
- アジア大会
  - 3位 2006年
- アジア選手権
  - 2位 2005年